# Les Fruits de l'été (Tournier)
Pour les articles homonymes, voir Les Fruits de l'été.
Les Fruits de l'été – ou Paysanne à la coupe de fruits – est un tableau réalisé vers 1630 par le peintre Nicolas Tournier. Cette huile sur toile est le portrait en clair-obscur d'une femme portant une coupe de fruits devant elle, en baissant les yeux vers sa gauche. Cette œuvre est conservée à la Fondation Bemberg, à Toulouse, en France, depuis son acquisition en 2015 auprès d'une collection américaine. Elle est considérée comme un pendant des Fruits de l'automone, acquise l'année précédente.